# Operação Papagaio
A “Operação Papagaio” foi uma intervenção surrealista em Portugal, em 1962, contra o Estado Novo. Devido a interferência da PIDE, não chegou a ser levada a cabo.
Na Primavera de 1962, um ano após o início da Guerra Colonial, um grupo de surrealistas do qual faziam parte Virgílio Martinho, António José Forte, Manuel de Castro, Mário-Henrique Leiria e outros, concebeu um plano original: atacar o Rádio Clube Português, prender e amarrar o contínuo da estação, e substituir a bobina com o programa nocturno “Companheiros da Alegria” por uma outra contendo o hino nacional, marchas militares e, a cada cinco minutos, notícias sobre movimentações militares para derrubar o Governo. Terminava convocando a população a deslocar-se à Baixa de Lisboa para saudar os militares vitoriosos e o advento da democracia.
Informação acerca do plano dos surrealistas chegou aos ouvidos da PIDE, que os deteve antes que o pudessem pôr em prática. Durante os interrogatórios, aconteceu por diversas vezes os agentes saírem dos «gabinetes de investigação» e virem rir às gargalhadas para o corredor. Não houve torturas, não se formou processo; tendo confiscado as armas reunidas para a execução do golpe, a PIDE foi libertando detidos um a um.
No seu livro Prazo de Validade (1998), Luiz Pacheco narra uma versão destes acontecimentos.